# 769. grenadirski polk (Wehrmacht)
769. grenadirski polk (izvirno nemško 769. Grenadier-Regiment; kratica 769. GR) je bil pehotni polk Heera v času druge svetovne vojne.

## Zgodovina
Polk je bil ustanovljen 15. oktobra 1942 za potrebe 377. pehotne divizije.
Uničen je bil avgusta 1944 med Bitko za Brodi.